# Service Civil International
Международная гражданская служба (англ. Service Civil International) — неправительственная организация волонтерских объединений и движения за мир. Имеет 40 отделений и более 90 партнёрских организаций по всему миру. Организация основана в 1920 году швейцарским инженером Пьером Серезолем. В ряде англоязычных стран существует под названием Международная добровольная служба.

## Цели
Работа SCI основывается на следующих ценностях:
- Волонтерство — действия по собственной инициативе, без поиска материального вознаграждения и в интересах гражданского общества, как средство социальных изменений, при этом деятельность не конкурирует с оплачиваемым трудом
- Ненасилие — как принцип и метод
- Права человека — уважение к личности, основывающееся на Всеобщей декларации прав человека
- Солидарность — международная солидарность как за более справедливый мир, так и солидарность между людьми на всех уровнях
- Уважение к окружающей среде и экосистеме, частью которой мы являемся и от которой мы зависим
- Инклюзивность (открытость/вовлеченность) — быть открытым для всех лиц, которые разделяют цели и задачи движения, независимо от пола, расы, цвета кожи, религии, национальности, социального положения или политических взглядов и любых других возможных оснований для дискриминации
- Расширение прав и возможностей — расширение возможностей людей понимать и действовать в интересах преобразования социальных, культурных и экономических структур, которые влияют на их жизнь на всех уровнях
- Сотрудничество — с местными сообществами, а также с другими местными, национальными и международными заинтересованными сторонами для укрепления позитивного потенциала гражданского общества в целом.

SCI считает, что все люди способны жить в согласии и взаимном уважении и не прибегать к любой форме насилия для разрешения конфликтов. Занимается организацией международных волонтерских проектов по всему миру, с целью кооперации и сотрудничества людей с разным происхождением и культурой для построения мира.

## История
SCI основана после Первой мировой войны для поиска и сохранения мира. Её основатем является швейцарский радикальный пацифист Пьер Серезоль, который начал проект с добровольцами из разных стран во время участия в первой Международной конференции Браства примирения в 1920 году в Бильтховене.

### От примирения к экстренной помощи (1920)
Первый международный волонтерский рабочий лагерь состоялся на месте битвы при Вердене (Франция) в 1920 году. Целью волонтеров было восстановление разрушенной войной деревни Эснес-ан-Аргон, которая является символом примирения между Францией и Германией. Помимо небольшой группы международных волонтеров в восстановлении участвовали так же три немецких добровольца. В ходе работы были построены временные дома для жителей деревни и очистили сельскохозяйственные угодья.
В 1924 году Серезоль организовал второй международный рабочий лагерь в Ормон-Десю (Швейцария) для расчищения последствий от лавины. Участие в волонтерских проектах так же рекламировалось как вид деятельности для отказников по соображениям совести, чтобы поддержать политическую кампанию по внедрению альтернативной службы. В последующие годы число международных лагерей активно увеличивалось. Самый крупный из них был в 1928 году в Лихтенштейне. В нём приняли участие более 700 добровольцев из 28 стран. Они занимались расчисткой равнины долины Рейна после сильного наводнения в 1927 году.

### Развитие социальных обязательств (1931)
Изначально волонтерские лагеря создавались для оказания помощи в регионах, пострадавших от стихийных бедствий. Затем, в 1931 году идея SCI развилась, и концепция лагерей с международными волонтерами была применена в других областях социальной ответственности:
- Общественное развитие: во время экономического кризиса в угольной промышленности в Уэльсе был организован проект по восстановлению наследия в бедственном шахтерском городе Бринман (Уэльс, Великобритания). Добровольцы построили бассейн и создали общественный парк. В проекте так же принимали участие безработные люди.
- Помощь в целях развития: в 1931 году Серезоль познакомился с Ганди, который пригласил его привезти SCI в Индию. В 1934 году он отправился в Индию, с целью организации лагерей в районе, пострадавшем от землетрясения Непал-Бихар 1934 года. Так же похожие проекты были проведены в 1935 и 1936 годах. В дальнейшем организация осуществляла свою деятельность после Второй мировой войны.
- Гуманитарная помощь: в 1937 году группа организаций по оказанию гуманитарной помощи поручила SCI оказывать гуманитарную помощь детям-беженцам во время гражданской войны в Испании (1936—1939 годы). В части Испанской была организована эвакуация населения, а также раздача продовольственной помощи и одежды. Через двадцать лет SCI приняла участие в оказании гуманитарной помощи детям-сиротам в Тунисе во время войны в Алжире (1958—1962).

### Международная организация (1948)
С 1920 года SCI организовывала волонтерские лагеря и мероприятия во Франции, Швейцарии, Великобритании, Индии и других странах, не имея при этом официальной структуры. После Второй мировой войны, по мере распространения идеи международных волонтерских лагерей в другие страны, была основана международная ассоциация филиалов SCI с международным секретариатом в Париже. Были улучшены условия организации (например, организовано добровольное страхование). Количество рабочих лагерей и добровольцев значительно увеличилось:
- 1947 год: 46 лагерей в 9 странах
- 1968: 298 лагерей в 24 странах.

Количество филиалов так же увеличилось. В 60-х годах были созданы структуры, координирующие деятельность организации в регионах Африки, Азии и Европы.

### Север-Юг и помощь развитию (1950)
В 1950 году SCI занималась строительством домов для беженцев в Фаридабаде (Индия). К группе международных волонтеров присоединилось больше количество местного населения. Конфликт между Индией и Пакистаном вдохновил их на организацию международных лагерей в Пакистане с 1951 года. Как следствие, несколько местных отделений и групп SCI были основаны в Азии.
Столкнувшись с ужасающей бедностью в неблагополучных регионах Европы, Азии и Африки, SCI приступила к разработке программы помощи в развитии и поиску квалифицированных добровольцев. Крупнейшая программа развития была проведена в провинции Тлемсен, Западный Алжир, после войны за независимость в Алжире (1954—1962). Симона Таннер Шоме работала в Алжире в качестве волонтера SCI. В период с 1962 по 1968 год SCI занималась восстановлением деревни Бени-Хаму, организовала медицинское обслуживание и помогала в человеческом развитии, организовав начальное обучение в районе Себду.

### Восток-Запад (1955)
Несмотря на холодную войну, SCI искала взаимодействия с восточным блоком. Как некоммунистическая организация, волонтеры SCI приняли участие в рабочем лагере во время 5-го Всемирного молодёжного фестиваля в Варшаве (Польша) в 1955 году. С тех пор рабочие лагеря были организованы совместно с социалистической волонтерской организацией в Польше (1955), ГДР (1956), СССР (1958), Венгрии (1964), Чехословакии (1964) и Болгарии (1981). Эти контакты были усилены в 70-х годах. В 1972 SCI для облегчения обмена волонтерами и улучшения сотрудничества с партнерскими организациями в социалистических странах была создана комиссия Восток-Запад. В связи с политическим сдвигом в Восточной Европе новые инициативы SCI начались с 1990 года.

### Переориентация (1969)
Начиная с 1969 года были организованы семинары, практикумы и совещания, на которых были рассмотрены политические последствия работы SCI для общества. После чего, организация отказалась от подхода к оказанию помощи в развитии как одной из основных целей волонтерских лагерей. Основной деятельностью SCI стало повышение социальной и политической осведомленности международных волонтеров. В частности, Север-Юг переориентируется на концепцию развития образования и солидарности. Были организованы несколько международных кампаний (1985—1992) за независимость Намибии, затем последовала международная кампания по беженцам (1994—1997).
Изменение направления деятельности привело к стандартизации международного обмена волонтерами. В конце 1970-х годов была введена децентрализованная система трудоустройства добровольцев для рабочих лагерей, в то время как обмен Север-Юг и Восток-Запад был централизован благодаря европейской и международной координации SCI.
С изменением направления деятельности в 1970-х годах, SCI преобразовала свою структуру и фокус сместился на координацию международных лагерей в конкретном регион е или работу в конкретной области интересов. В 1997 году в результате серьёзных конституционных изменений были созданы рабочие волонтерские группы, которые теперь утверждаются каждый год. Региональные группы существуют для Африки, Азии и Латинской Америки (Аба Яла) и Юго-Восточной Европы (САВА). Другие рабочие группы сосредоточились на следующих темах:
- Иммиграция и беженцы (с 1970 года), такие как Европейский центр иммиграции
- Обмен между Востоком и Западом (с 1972 года), такой как Группа действий в Европе (GATE)
- Гендерные проблемы (с 1983 года), такие как WIN
- Альтернативная служба по соображениям совести (1984—1990)
- Молодежь и безработица (с 1985 года) YUWG
- Обмен Север-Юг (с 1987 года): например, SEED
- Долгосрочная волонтерская деятельность (с 1989 года): например, LTRC
- Экологические проблемы (с 1998 года)
- Права человека (с 1998 года)

## Список филиалов и групп SCI[3]
SCI разделяет индивидуальный статус и связанных членов. Международный комитет SCI принимает решение о статусе на основе национальной конституции, организации и инфраструктуры своих членов. Национальные филиалы могут иметь свои собственные названия.. В следующих таблицах дается обзор всех филиалов и групп SCI. Начало деятельности часто относится к первому рабочему лагерю, организованному или состоящему в сотрудничестве с SCI.
| Часть света | Страна               | Организация                                                         | Начало деятельности | Год основания филиала | Статус                    |
| Австралия   | Австралия            | IVP Australia                                                       | 1988                | (2013)                | SCI Branch                |
| Азия        | Армения              | HUJ Armenia                                                         | 1965                | ?                     | Partner                   |
|             | Израиль              | Baladna – Association for Arab Youth                                | 2001                | ?                     | Partner                   |
|             | Индия                | SCI India                                                           | 1934                | 1956                  | Branch                    |
|             | Индонезия            | Gerakan Kerelawanan Internasional – GREAT                           | 2015                | ?                     | Partner                   |
|             |                      | Indonesia International Work Camp – IIWC PKBI                       | ?                   | ?                     | Partner                   |
|             |                      | IVP Indonesia                                                       | ?                   | ?                     | SCI Group                 |
|             | Иордания             | Space For Sustainable Development                                   | ?                   | ?                     | Contact                   |
|             | Камбоджа             | Cambodian Youth Action (CYA Cambodia)                               | ?                   | ?                     | Partner                   |
|             | Киргизия             | Youth Volunteer Organization "Leadership"                           | ?                   | ?                     | Partner                   |
|             | Гонконг, Китай       | SCI Hong Kong                                                       | 2006                | (2011)                | SCI Group                 |
|             | Малайзия             | SCI Malaysia                                                        | 1964                | 1992                  | Branch                    |
|             | Непал                | SCI Nepal                                                           | 1961                | 1994                  | Branch                    |
|             | Палестина            | International Palestinian Youth League (IPYL)                       | 1997                | ?                     | Contact                   |
|             | Таиланд              | DaLaa – International volunteers for social development association | 2004                | 2004                  | Partner                   |
|             | Турция               | Gönüllü Hizmetler Derneği                                           | 1959                | ?                     | Partner                   |
|             |                      | Gençlik Servisleri Merkezi                                          | 1985                | ?                     | Partner                   |
|             | Шри-Ланка            | SCI Sri Lanka                                                       | 1960                | 1994                  | Branch                    |
|             | Южная Корея          | SCI South Korea                                                     | 1965                | ?                     | Branch                    |
|             | Япония               | SCI Japan                                                           | 1958                | 1964                  | Branch                    |
| Африка      | Ботсвана             | Botswana Workcamps Association – BWA                                | 1979                | ?                     | Partner                   |
|             | Кения                | Kiburanga Women Group                                               | 2007                | ?                     | Partner                   |
|             |                      | Kipepeo Community Empowerment Program                               | 2009                | ?                     | Partner                   |
|             | о. Маврикий          | SVI Mauritius                                                       | 1960                | 1981                  |                           |
|             | Марокко              | EVO – Espace Volontariat Oujda                                      | 2003                | ?                     | Contact                   |
|             | Мозамбик             | Associação dos Jovens Voluntários – AJOV                            | 1998                | 1999                  | Contact                   |
|             | Нигерия              | VWAN Nigeria                                                        | 1963                | (2009)                | SCI Group                 |
|             | Сенегал              | Le Fenagie                                                          | ?                   | ?                     | Partner                   |
|             | Того                 | ASTOVOT                                                             | 2000                | ?                     | Partner                   |
| Америка     | Бразилия             | SVI Brazil                                                          | 2008                | (2009)                | SCI Group                 |
|             | Мексика              | VIVE Mexico                                                         | ?                   | ?                     | Partner                   |
|             | Перу                 | Brigada de Voluntarios Bolivarianos del Perú (BVBP)                 | 1982                | ?                     | Contact                   |
|             |                      | Gotas de Agua                                                       | 2010                | ?                     | Partner                   |
|             | Сальвадор            | Fundación Consciente                                                | ?                   | ?                     | Partner                   |
|             | США                  | SCI-IVS USA                                                         | 1956                | 1963?                 | Branch                    |
|             | Эквадор              | Fundación Proyecto Ecológico Chiriboga – FUNPROCH                   | 1999                | 1999                  | Partner                   |
| Европа      | Австрия              | SCI Austria                                                         | 1947                | 1949                  |                           |
|             | Азербайджан          | AYAFE Azerbaijan                                                    | 1997                | 1997                  | Partner                   |
|             | Албания              | PVN Albania                                                         | 2005                | (2009)                | SCI Group                 |
|             | Беларусь             | New Group Belarus                                                   | 1992                | (2000)                | SCI Group                 |
|             | Бельгия              | SCI Belgium                                                         | 1947                | 1948                  |                           |
|             |                      | VIA Belgium                                                         | 1946                | 1977                  |                           |
|             |                      | International Secretariat – IS                                      | 1920                | 1920                  | International Secretariat |
|             | Болгария             | CVS Bulgaria                                                        | 1974                | 2004                  | Branch                    |
|             | Босния и Герцеговина | Citizens Association “Something More” (Nešto Više)                  | 1997                | ?                     | Contact                   |
|             | Великобритания       | International Voluntary Service                                     | 1931                | 1948                  | Branch                    |
|             | Венгрия              | Utilapu Hungary                                                     | 1966                | 2002                  |                           |
|             | Германия             | SCI Germany                                                         | 1946                | 1948                  |                           |
|             | Греция               | SCI Hellas                                                          | 1944                | 1992                  |                           |
|             | Дания                |                                                                     | 1948                | 1954                  | Dissolved 1980            |
|             | Ирландия             | VSI Ireland                                                         | 1965                | 1973                  |                           |
|             | Испания              | SCI Catalonia                                                       | 1982                | 1989                  |                           |
|             |                      | SCI Madrid                                                          | 1937                | 2001                  |                           |
|             | Италия               | SCI Italy                                                           | 1945                | 1948                  |                           |
|             | Косово               | Gaia                                                                | 2010                | (2014)                | SCI Branch                |
|             | Люксембург           | Association Amitié Portugal-Luxembourg                              | 1969                | ?                     | Partner                   |
|             | Македония            | Center for Intercultural Dialogue                                   | 2006                | (2011)                | SCI Group                 |
|             | Молдова              | AVI Moldova                                                         | 1962                | (2004)                | SCI Group                 |
|             | Нидерланды           | VIA Netherlands                                                     | 1941                | 1948                  |                           |
|             | Норвегия             | ID Norway                                                           | 1939                | 1948                  | Branch                    |
|             | Польша               | OWA Poland                                                          | 1947                | 1999                  |                           |
|             | Португалия           | Para Onde?                                                          | 2014                | 2016                  | Partner                   |
|             |                      | Instituto Português do Desporto e Juventude                         | ?                   | ?                     | Partner                   |
|             | Россия               | Sodrujestvo                                                         | 2003                | ?                     | Partner                   |
|             | Румыния              | SCI Romania                                                         | 1991                | 1998                  |                           |
|             | Северная Ирландия    | IVS Northern Ireland                                                | 1972                | 1987                  | Dissolved around 2007     |
|             | Северная Македония   | Center for intercultural dialogue – CID                             | 2010                | ?                     | SCI Group                 |
|             | Сербия               | VCV Serbia                                                          | 2004                | 2008                  |                           |
|             | Словакия             | INEX Slovakia                                                       | 1993                | ?                     | Partner                   |
|             | Словения             | Voluntariat SCI Slovenia                                            | 1963                | 1998                  |                           |
|             | Украина              | Alternative V                                                       | 1992                | 1999                  | Partner                   |
|             |                      | Center for Dialogue and Reconciliation ISKRA                        | 2008                | 2008                  | Contact                   |
|             | Финляндия            | KVT Finland                                                         | 1947                | 1981                  | Branch                    |
|             | Франция              | SCI France                                                          | 1920                | 1936                  |                           |
|             | Хорватия             | VCZ Croatia                                                         | 1964                | 2007                  |                           |
|             | Черногория           | Association for Democratic Prosperity – Zid                         | 1996                | ?                     | Partner                   |
|             | Чехия                | DUHA Association                                                    | 1989                | ?                     | Partner                   |
|             |                      | INEX – Association for Voluntary Activities                         | 1991                | 1991                  | Partner                   |
|             | Швеция               | IAL Sweden                                                          | 1936                | 1969                  |                           |
|             | Швейцария            | SCI Switzerland                                                     | 1924                | 1948                  | SCI Group                 |
|             | Эстония              | International Youth Association EstYES                              | 1991                | 1994                  | Partner                   |

## Взаимодейтвие
Организация состоит при Совете Европы, а также налаженные рабочие отношения с ЮНЕСКО и является членом следующих организаций:
- CCIVS (Координационный комитет международных волонтерских организаций)
- YFJ (Молодежный форум)
- UNITED for Intercultural Action — европейская сеть против национализма, расизма, фашизма

В 1987 году организация SCI получила звание Посланника мира, присвоенного Организацией Объединённых Наций, в знак признания усилий по содействию миру и взаимопониманию.
Статус полноправного члена предоставляется Европейскому молодёжному форуму (YFJ), который действует в регионах Совета Европы и Европейского союза и тесно сотрудничает со всеми организации.